# LGA 3647

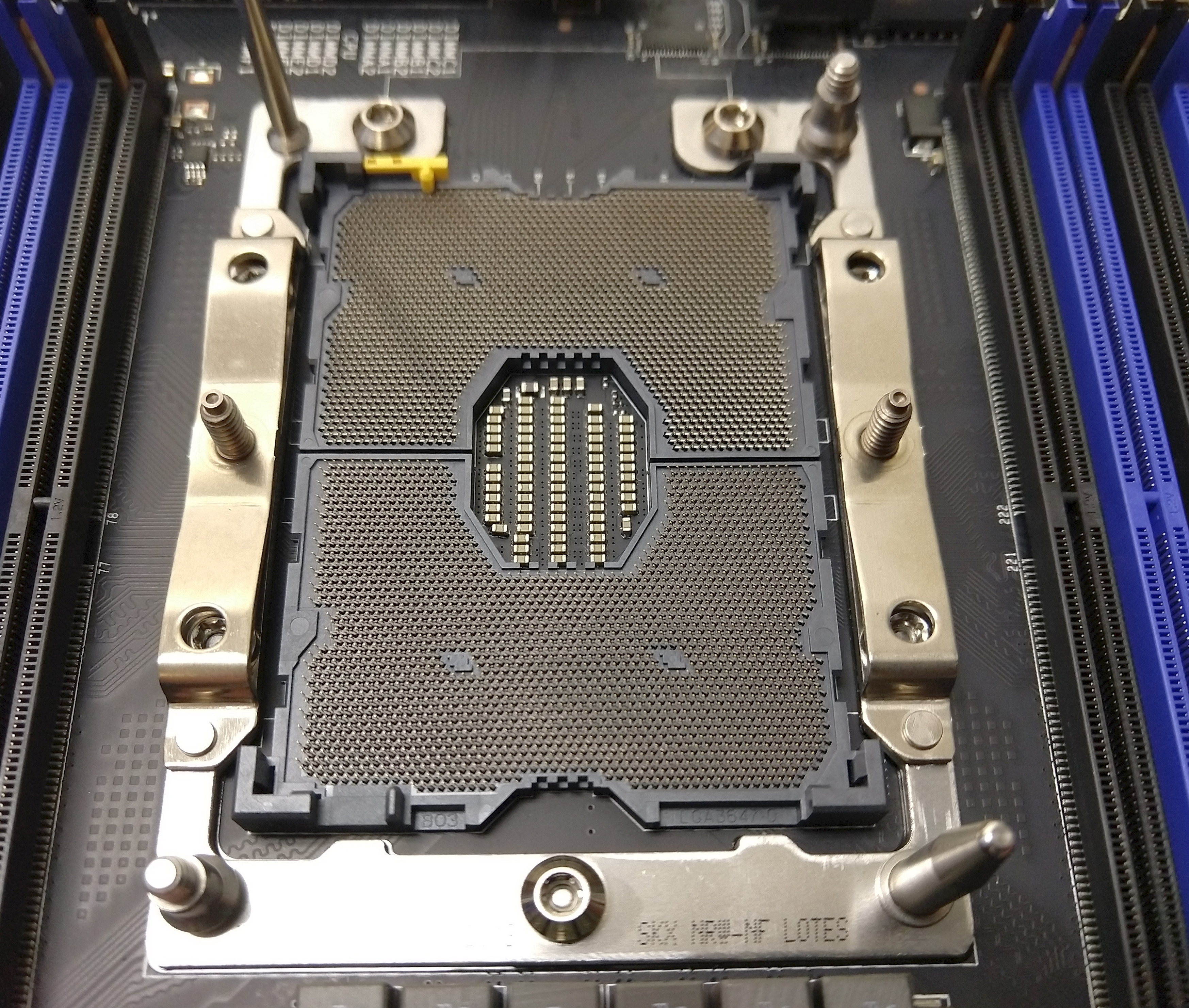

LGA 3647은 제온 파이 x200("Knights Landing"), 제온 파이 72x5("Knights Mill"), Skylake-SP, Cascade Lake-SP 및 Cascade Lake-W 마이크로프로세서에서 사용되는 인텔 마이크로프로세서 호환 소켓이다.
이 소켓은 6채널 메모리 컨트롤러, 비휘발성 3D XPoint 메모리 DIMM, QPI(퀵패스 인터커넥트)를 대체하는 인텔 UPI(Ultra Path Interconnect) 및 100G 옴니패스(Omni-Path) 상호 연결을 지원하며 새로운 장착 메커니즘도 갖추고 있다. 레버를 사용하여 제자리에 고정하는 것이 아니라 CPU 쿨러의 압력과 나사를 사용하여 제자리에 고정한다.

## 종류
이 소켓에는 ILM(독립 로딩 메커니즘, 중앙 나사의 피치가 약간 변경되었으며 가이드 핀이 다른 모서리에 있다는 점에서 더 눈에 띄는 버전)에도 차이점이 있는 두 가지 하위 버전이 있다. 프로세서 소켓과 프로세서의 일치하는 노치가 서로 다른 위치에 있으므로 호환되지 않는 프로세서가 삽입되는 것을 방지하고 시스템에서 잘못된 방열판을 사용하는 것을 방지할 수 있다. 보다 일반적인 P0 변형에는 방열판 장착을 위한 두 가지 하위 옵션이 있다. 정사각형 ILM과 좁은 ILM으로 지정되며 선택은 서버 및 메인보드 설계(공간 제약에 따라 달라질 수 있음)에 따라 달라진다.
- LGA3647-0(소켓 P0): Skylake-SP 및 Cascade Lake-SP 프로세서에 사용[3]
- LGA3647-1(소켓 P1): 제온 파이 x200 프로세서에 사용[4]